# Введенский, Дмитрий Иванович
Дми́трий Ива́нович Введе́нский (8 февраля 1873 — 7 июля 1954) — русский православный учёный, богослов, библеист, гебраист, египтолог, церковный и библейский историк, исследователь и толкователь Священного Писания.

## Биография
Дмитрий Введенский родился 8 февраля 1873 года в селе Новое Клинского уезда Московской губернии в семье священника.
Получил начальное образование в Заиконоспасском духовном училище, а среднее — в Московской духовной семинарии. Окончил Московскую духовную академию в 1898 году и преподавал в Вифанской духовной семинарии церковную и библейскую историю (1899—1905). Ввиду достаточной компетенции преподавал в МДА словесность, историю литературы и древнееврейский язык.
Глубокие знания первоисточника помогли ему в написании магистерской диссертации «Учение Ветхого Завета о грехе» в 1901 году. В октябре 1906 года становится доцентом Московской духовной академии на кафедре библейской истории, позже — профессором.
Был преследуем революционными властями из-за сотрудничества с прот. Иоанном Восторговым. Вместе с ним и епископом Ефремом (Кузнецовым) Селенгинским был арестован. В мае 1928 года был повторно арестован по обвинению в антисоветской деятельности. Находился в ссылке в Казахстане согласно постановлению ОСО при Коллегии ОГПУ от 8 июня 1928 года. Был освобождён в 1931 году, и остаток жизни прожил в Нижнем Новгороде, работая научным сотрудником сначала в НИИ промышленности им. М. И. Горького, потом на должности зам. директора по учебной части Ветлужского педагогического техникума.

## Научная деятельность
Работы Д. И. Введенского затрагивают ряд библейских дисциплин, в частности библеистику, библейскую историю и библейскую археологию. Магистерская диссертация «Учение Ветхого Завета о грехе» состояла в систематизации религиозных представлений о грехе, содержащихся в Ветхом Завете. Апологетическую концепцию согласования научных данных и библейского Откровения была выведена в его исследовании «Библейское повествование о потопе в его отношении к данным геологии и преданиям народов», датируемое 1910 годом.
Теория панвавилонизма, согласно которой древние представления в области религии, магии, мифологии, многие сюжеты литературы и художественные образы, а также первые научные достижения восходят к древней Вавилонии, была раскритикована в 1911 году Д. И. Введенским в работе "Блуждающая гипотеза: К вопросу о «панвавилонизме». Примечательно использование археологических данных в этом исследовании. Идеей оппонента Д. И. Введенского, Фридриха Делича, («Библия и Вавилон») было то, что вера библейских патриархов не может рассматриваться как Божественное Откровение, так как проистекает из Вавилонии. Для того, чтобы обосновать свою гипотезу, Ф. Делич приводил теофорные имена из вавилонских текстов, которые, по его мнению, содержали в себе имя Яхве — Бога Израилева.
Д. И. Введенский защитил докторскую диссертацию на тему «Патриарх Иосиф и Египет», в которой, на основе библейских сведений об Иосифе сделал вывод, что время Иосифа приходилось на эпоху правления гиксосов в Древнем Египте. Благодаря его работе, наблюдался рост интереса к библейской археологии в Московской духовной академии.

## Критика
Неспособность Введенского преодолеть влияние западной традиции библейского богословия привело к критике его работ со стороны коллег. Например, В. Н. Мышцын обвинял его в приверженности к протестантскому взгляду на Священное Писание, как на единственный источник Откровения.

## Сочинения
- О смерти детей. М., 1899.
- Состояние душ после смерти до всеобщего воскресения. М., 1902.
- Должно ли и можно ли оправдать дуэль. «Вера и Церковь», 1899.
- Библейская манна, как чудо. 1899.
- Состояние душ после смерти до всеобщего воскресения. М., 1902.
- Страдания человечества. Сергиев Посад, 1902.
- Божьи искры. Сергиев Посад, 1904.
- Тайна смерти малюток. В утешение родительской скорби. Сергиев Посад, 1906.
- Библейское повествование о потопе в его отношении к данным геологии и преданиям народов. Сергиев Посад, 1910.
- За счастье детей. Вопросы христианского воспитания. Вып.1-2. СПб., 1907, 1911.
- Материнство. В защиту нравственной личности женщины. М., 1908.
- Библейское повествование о потопе в его отношении к данным геологии и преданиям народов. Богословский вестник, 1910. — 1, № 4, 645—656.
- Блуждающая гипотеза. К вопросу о «панвавилонизме». Сергиев Посад, 1911.
- Сокровища ветхозаветного храма. Сергиев Посад, 1911.
- Пред вратами вечности: (Последние дни жизни почившего проф. А. И. Введенского). Богословский вестник, 1914. — 3, № 10/11, 640—645 с.
- Кровь брата: (Культура и жестокость. Быт. 4, 10). Богословский вестник, 1914. — 3, № 12, 816—831.
- Время войн. Богословский вестник, 1915. — 1, № 3, 443—460.
- Библеист-летописец [проф. А. П. Смирнов, † 1896 г.]. Богословский вестник, 1915. — 3, № 10/11/12, 358—393.
- Памяти великого святителя. VI. Митрополит Филарет как библеист. Богословский вестник, 1918. — 1, № 3/4/5, 98-109 с.